# Shūhei Nishida
Pour les articles homonymes, voir Nishida.
Shūhei Nishida (西田 修平, Nishida Shūhei), né le 21 mai 1910 à Nachikatsuura et mort le 13 avril 1997 à Tokyo, est un athlète japonais spécialiste du saut à la perche qui s'est illustré en remportant deux médailles d'argent successives lors des Jeux olympiques d'été de 1932 et de 1936.

## Carrière sportive
Shuhei Nishida participe à l'épreuve de saut à la perche des Jeux olympiques de 1932 à Los Angeles, où remporte la médaille d'argent, s'inclinant devant William Miller.
Aux Jeux olympiques suivants, en 1936, à Berlin, il remporte à nouveau la médaille d'argent, en effaçant une barre à 4,25 m. Cette médaille résulte d'un accord entre Nishida et son compatriote Sueo Ōe : ex æquo au nombre des essais, ils refusèrent de disputer un barrage pour se départager. À la suite de cet accord, le jury prit la décision d’attribuer la médaille d’argent à Nishida, la médaille de bronze à Ōe. Mais de retour au Japon, les deux athlètes firent couper leur médaille en deux et combinèrent les moitiés pour faire deux médailles argent-bronze connues comme les « médailles de l'amitié »,.
En 1951, à l'âge de 40 ans, il remporte la médaille de bronze aux premiers Jeux asiatiques, à New Delhi.

## Palmarès
- Jeux olympiques d'été de 1932 à Los Angeles :
  -  Médaille d'argent du saut à la perche.
- Jeux olympiques d'été de 1936 à Berlin :
  -  Médaille d'argent du saut à la perche.
- Jeux asiatiques de 1951 à New Delhi :
  -  Médaille de bronze du saut à la perche.